# Anselmo Gouthier
Anselmo Gouthier (ur. 19 czerwca 1933 w Roreto Chisone, zm. 1 listopada 2015 w Bolzano) – włoski polityk, prawnik i samorządowiec, poseł do Parlamentu Europejskiego I kadencji.

## Życiorys
Pochodził z Doliny Aosty, lecz wychował się w Merano. Studiował prawo na Uniwersytecie w Pawii, praktykował później jako adwokat. Zaangażował się w działalność polityczną w ramach Włoskiej Partii Komunistycznej. Od 1963 był jej sekretarzem w regionie Trydent-Górna Adyga, w 1976 znalazł się w ośmioosobowym sekretariacie centralnym. W latach 1964–1979 sprawował jednocześnie mandat radnego regionu Trydent-Górna Adyga i prowincji Bozen-Südtirol (zrezygnował z nich w 1979, gdy kandydował w eurowyborach). Należał do Komisji Sześciu i Komisji Dwunastu (organów nadzorujących współpracę i legislację w częściach regionu Trydent-Górna Adyga).
W 1979 wybrano go posłem do Parlamentu Europejskiego I kadencji, od 1982 do 1984 pełnił w nim funkcję kwestora. Przystąpił do Grupy Sojuszu Komunistycznego. Został wiceprzewodniczącym Delegacji ds. stosunków z Jugosławią (1983–1984), należał też do Komisji Budżetowej oraz Komisji ds. Kontroli Budżetu. W późniejszym okresie opuścił PCI i wstąpił do Partii Demokratycznej.